# جبال ماندارا
جبال ماندارا هي سلسلة جبلية تمتد لمسافة 190 كم من الحدود الكاميرونية النيجرية في الشمال حتى نهر بنوي في الجنوب،جبل أوباي هو أطول جبل بأرتفاع 1494 متر فوق سطح البحر.